# Јосиф Видојковић
Јосиф Видојковић (Крушевац, 1938) је српски сликар.

## Биографија
Завршио сликарство у класи проф. академика Милеве Мице Тодоровић на Ликовној академији у Сарајеву. Од 1968. до 1970. године боравио је у Хајделбергу, где је имао изложбу 1970. године.
Излаже од 1962. године. Учествовао је на многим заједничким изложбама у земљи и иностранству.
Члан је УЛУС-а и „Ладе“.
Живи и ради у Београду и Ваљеву.

## Сликарство
Основне сликарске структуре Јосифа Видојковића изражене су минималистичким средствима које се своде на упит, или самоиспитивање, о могућностима догађања слике на ивици њеног постојања као уметничког дела. У том трагању аутор се креће ризичним путем када тек погрешан валерски однос сведених црно-сиво-белих наноса, или неуравнотежена композициона поставка може „уништити“, у суштини, добру намеру да са основним, минималним сликарским средствима постигне максимални пластички квалитет сликовног призора. Но, захваљујући Видојковићевој школској припреми, а то се може учинити и као својеврсни парадокс у његовом случају, аутор проналази она композициона и колористичка решења која су за критику и теорију уметности неупитна као завршни сликарски продукт. Али, не треба превидети ни чињеницу да његове, на први поглед крајње поједностављене слике, нису настајале нимало на једноставан нити на брз начин. Напротив, оне су последица најпре дуге контемплације и пре самог започињања рада на слици, а потом мукотрпног тражења оних композиционих и валерских карактеристика које ће га довести до траженог, коначног изгледа рада. Тај процес траје, у Видојковићевом случају, изузетно дуго, са многим мењањима и усклађивањима, компоновањима и прекомпоновањима, појачавањима и смањивањима хроматског и светлосног интензитета слике, сликањима и пресликавањима већ готових радова. Могло би се рећи да би такав поступак могао непрестано трајати, могао би се временски неограничено одвијати. И само је на одлуци уметника када је коначно пронађен онај тренутак у коме је он уверен да је слика „завршена“. Но, ни то не значи да се, аутор, у неком следећем тренутку, неће вратити истом раду не би ли га у још једном, накнадном покушају, увео у још бољи визуелни статус. А то зависи од дуге контемплације и циља који је он себи пред празним платном задао.

## Самосталне изложбе
- 1962. Дом културе, Ваљево
- 1978. Градска библиотека, Ваљево
- 1987. Народни музеј, Ваљево
- 1988. Ликовна галерија Народног позоришта, Земун
- 1994. Галерија „Звоно“, Београд, Библиотека града, Београд
- 1996. Галерија СКЦ, Београд, Народни музеј, Ваљево, Центар за визуелну културу „Златно око“, Нови Сад
- 1998. Галерија „Звоно“, Београд
- 1999. Галерија „Звоно“, Београд
- 2001. Галерија „Звоно“, Београд
- 2005. Галерија „Звоно“, Београд
- 2006. Галерија „Дар-мар“, Београд
- 2007. Народни музеј, Ваљево
- 2008. Национална галерија „Београд“, Београд